# Franz Barwig der Jüngere

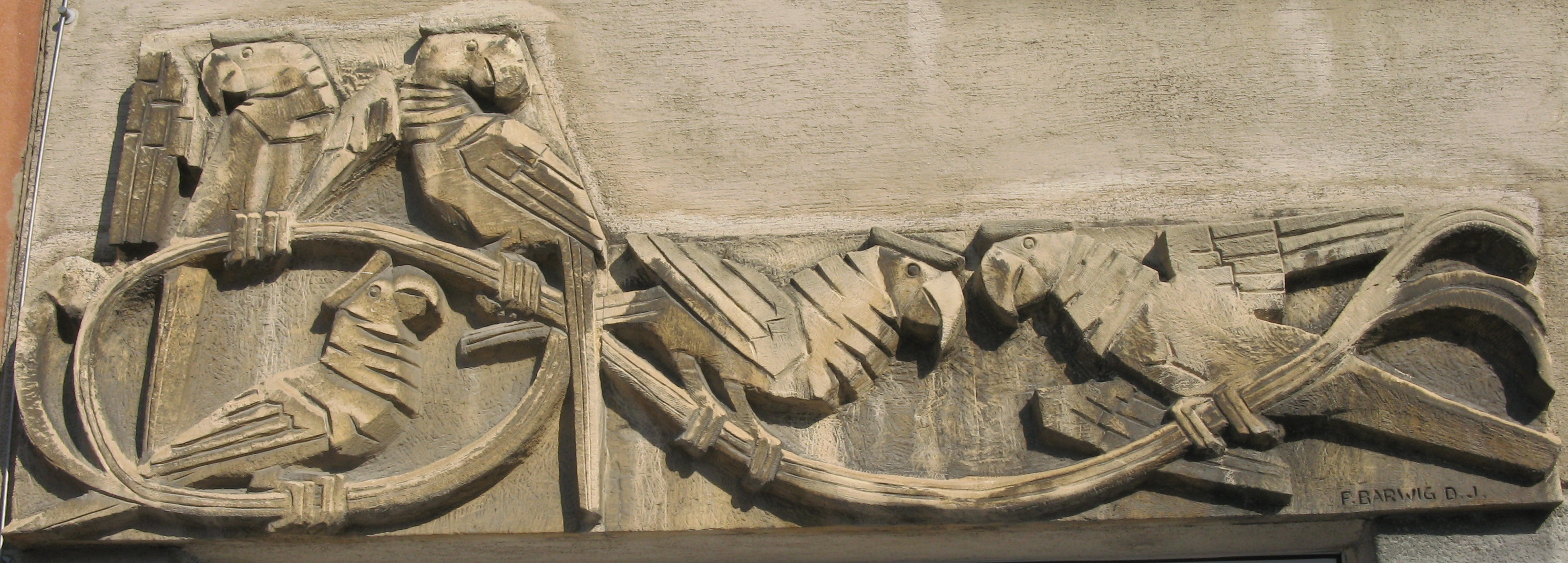
Relief mit Papageien, Wien 12, Krichbaumgasse 10

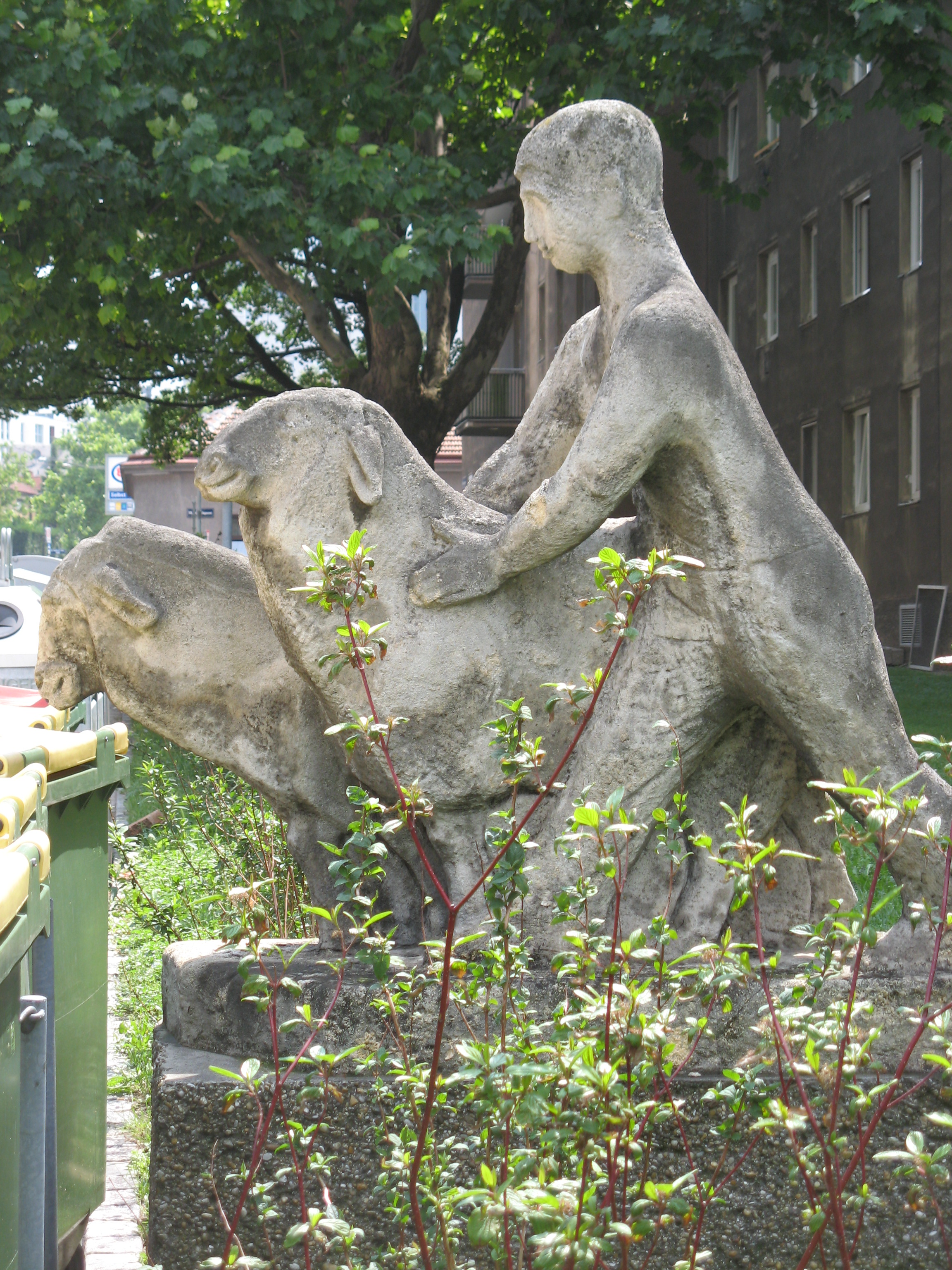
Hirte mit Schafen (1958), Puchsbaumgasse 5–7

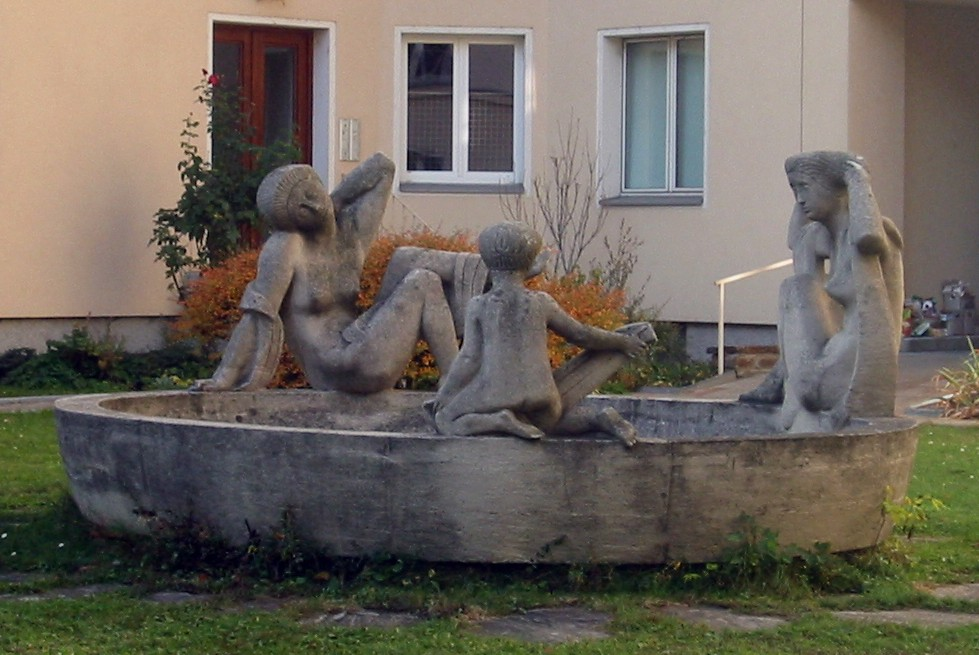
Brunnen Badende

Franz Barwig der Jüngere (* 12. Juni 1903 in Wien; † 13. Dezember 1985 in Wien) war ein österreichischer Bildhauer.

## Leben
Franz Barwig der Jüngere war der Sohn des Bildhauers Franz Barwig des Älteren, von dem er auch seine ersten Kenntnisse der Bildhauerei erhielt. 1926 begann er ein Studium an der Akademie der bildenden Künste Wien bei Josef Müllner. Seit 1932 war Barwig dann als freischaffender Künstler tätig. Er war 1939 an der Gestaltung eines Faschingsumzugs der Nationalsozialisten in Wien beteiligt.
Er wurde neben seinem Vater am Neustifter Friedhof bestattet.

## Leistung
Franz Barwig der Jüngere schuf vor allem Werke für Kirchen, wie beispielsweise für den Stephansdom, Plastiken, Hauszeichen und Sgraffiti im öffentlichen Raum Wiens der Nachkriegszeit.

## Werke
- 1946 Holzfiguren Judas Thaddäus und Antonius, Leopoldskirche, Wien 2
- 1952 Brunnenplastik Bärengruppe, Kolschitzkygasse 9–13, Wien 4
- Brunnen Badende, Kolschitzkygasse 14–18, Wien 4
- 1957 Skulpturierte Würfelkapitelle bzw. Konsolen mit symbolischen Tiergestalten am Arkadengang vor der Nordhalle der Pfarrkirche Baden-St. Christoph
- 1958 Hirte mit Schafen, Naturstein, Puchsbaumgasse 5–7, Wien 10
- 1958 Bronzeplastik Salzschiffer, Concordia-Hof, Passauer Platz 5, Wien 1
- 1964/1965 Krippenfiguren, Währinger Pfarrkirche, Wien 18
- 1964/1965 Steinreliefs, Kruzifix, Tabernakel, Madonna mit Kind in der Rektoratskirche Wien-Margaretenstraße
- 1965 Holzfigur Madonna mit Kind in der Pfarrkirche Auferstehung Christi in Wien-Margareten
- 1967 Bär, Rautenstrauchgasse 16, Wien 11
- Relief mit Papageien, Krichbaumgasse 10, Wien 12
- Die Frauen, Sgraffito, Barichgasse 33, Wien 3
- Johann Bernhard Fischer von Erlach und seine Hauptwerke, Relief, Erlachgasse 63, Wien 10
- Steinplastik von drei Bärenjungen über dem Hauseingang Liniengasse 47, Wien 6
- Werke für die Pötzleinsdorfer Pfarrkirche, die Neuottakringer Kirche und die Kirche von Sievering